# Superfast Jellyfish
Singles de Gorillaz
Stylo
(2010) On Melancholy Hill
(2010)
Pistes de Plastic Beach
Stylo Empire Ants
Superfast Jellyfish est le deuxième single tiré du troisième album Plastic Beach du groupe anglais de rock alternatif Gorillaz. Il est parfois considéré comme le 3e single, après On Melancholy Hill, le single est sorti le 9 mai 2010, mais était cependant déjà sorti en Australie le 9 avril, où il a atteint la 3e position dans le ARIA Urban Music Chart.

## Composition musicale
La chanson a été composée par Gorillaz, De La Soul et Gruff Rhys. Elle a été écrite par Damon Albarn et De La Soul. Elle mêle à la fois dans une composition typique de Gorillaz des parties rappées par De La Soul et des parties chantées par 2-D. L'instrumentale a été réalisé par Super Furry Animals.
La chanson contient un sample d'une publicité tv de 1985 sur les sandwichs Swanson pour le petit-déjeuner.

## Liste des pistes
CD promo
1. Superfast Jellyfish - 2:54
2. Superfast Jellyfish (instrumentale) - 2:54

CD promo (remixes)
1. Superfast Jellyfish (Unicorn Kid Remix) - 3:37
2. Superfast Jellyfish (Evil Nine Remix) - 6:10
3. Superfast Jellyfish (Mighty Mouse Remix) - 6:48

## Classement
| Classement (2010)            | Meilleure position |
| ---------------------------- | ------------------ |
| Royaume-Uni (UK Dance Chart) | 28                 |
| Danemark (IFPI)              | 50                 |
| Australie (ARIA)             | 33                 |